# Vatican Advanced Technology Telescope
De Vatican Advanced Technology Telescope, of kortweg VATT, is een spiegeltelescoop die zich bevindt op 3178 meter hoogte op Mount Graham in het zuidoosten van de Amerikaanse staat Arizona. VATT is een observatorium van de Vaticaanse Sterrenwacht in samenwerking met de Universiteit van Arizona. Het maakt, net als de Large Binocular Telescope, deel uit van het Mount Graham International Observatory.
De VATT is een Gregorytelescoop met een diameter van 1,8 meter, die geschikt is voor zichtbaar en infrarood licht. De hoofdspiegel van de telescoop heeft een brandpuntsafstand die overeenkomt met de diameter. Aan de telescoop is de VATT CCD Imager - Vatt4k, een CCD beeldsensor met 4064 × 4064 pixels, aangesloten. Deze beeldsensor kan een gezichtsveld van 12,5 × 12,5 boogminuten registreren. De VATT wordt hoofdzakelijk gebruikt voor astrofotografie en fotometrie.

## Belangrijke resultaten
- De ontdekking van Massive Compact Halo Objects in de Andromedanevel
- De validatie van het Stromvil fotometrisch systeem
- Ontdekking van de eerste binaire vestoïden
- Karakterisatie en classificatie van meer dan 100 transneptunisch objecten.

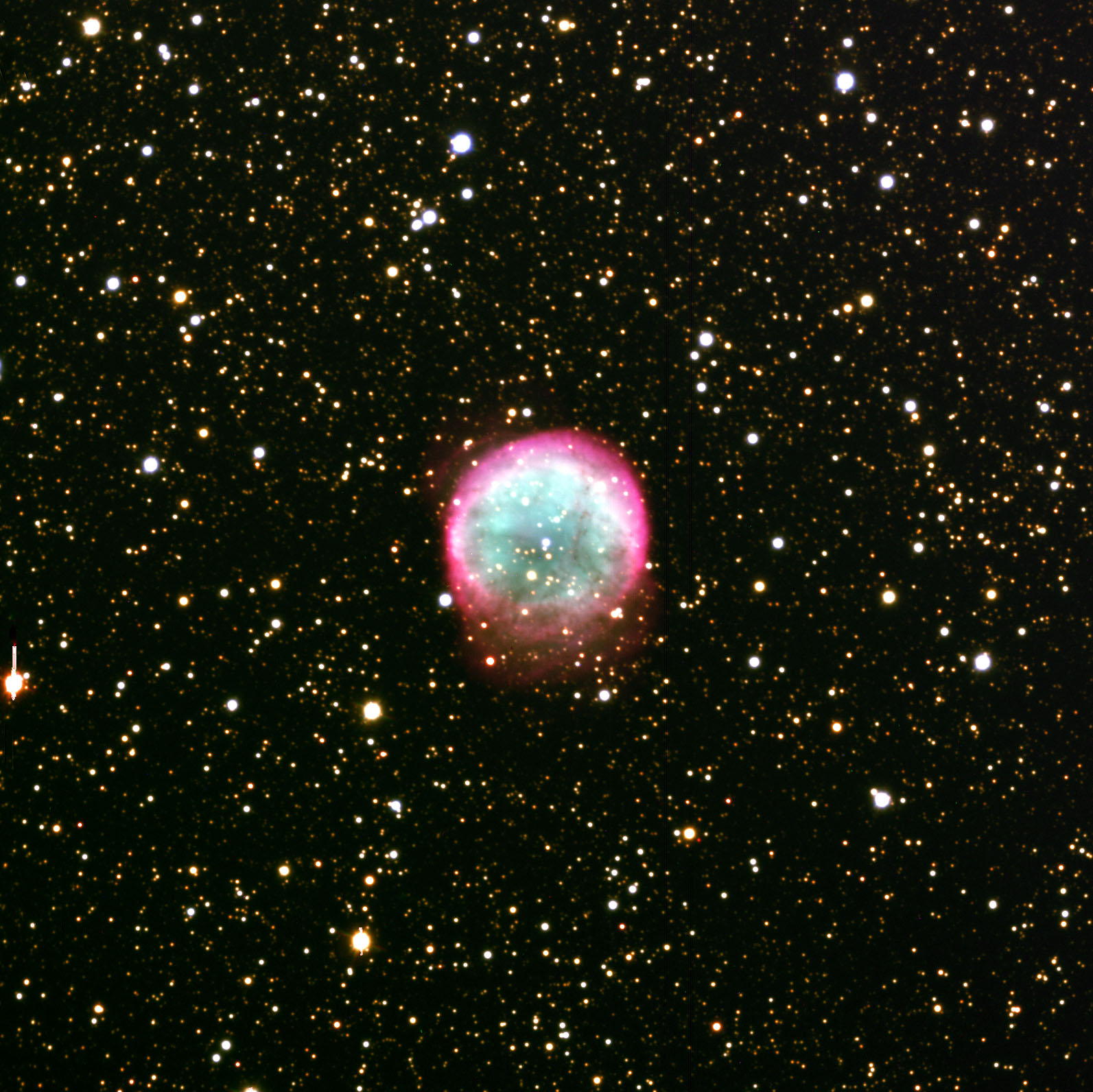
NGC 6781
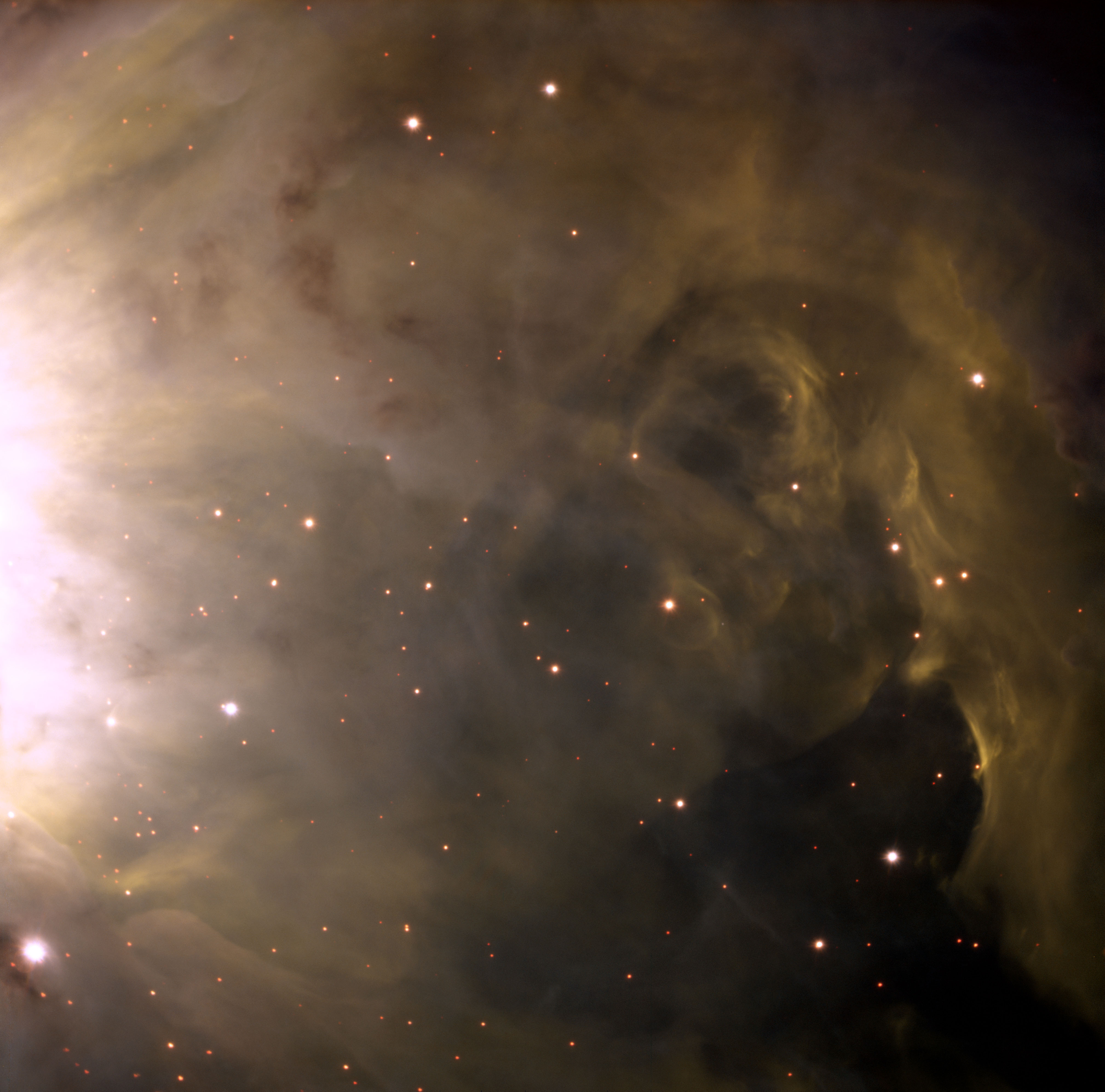
Orionnevel

## Trivia
De telescoop wordt plaatselijk ook wel aangeduid als de "Pope Scope"